# Geraldine Chacón

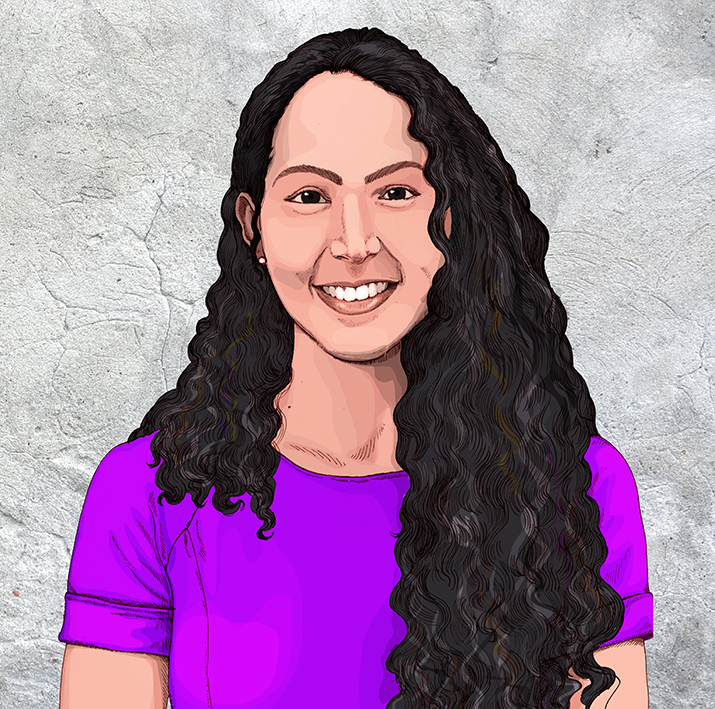

Geraldine Chacón Villarroel (23 december 1993) is een Venezolaanse activiste en studente aan de Metropolitana Universidad in Caracas.

## Biografie
Op jonge leeftijd wilde Chacón advocaat worden; op veertienjarige leeftijd nam ze reeds deel aan het lokale jeugdbestuur.
In 2010 begon Chacón aan een opleiding rechten aan de Metropolitana Universidad, verder was ze ook een uitwisselingsstudent aan het Institut d'Etudes Politiques de Paris, in Parijs.
Chacón werkte in 2016 ook als juridisch assistent en kort nadien als juridisch consultant in de Centrale Bank van Venezuela.

### Mensenrechtenverdediger
Chacón was actief als directrice van de universiteitskrant Naranja Pelada (letterlijk vertaald: geschilde sinaasappel). In 2012 richtte ze het Venezolaanse Amnesty International Netwerk op aan haar universiteit. Verder werkte Chacón als vrijwilliger bij een Latijns-Amerikaanse non-profitorganisatie Un Techo para mi pais, die als doel had om een veilige huisvesting te bieden.
Op 31 januari 2018 werd Chacón door de SEBIN- autoriteiten opgepakt zonder aanhoudingsbevel, haar huis werd ook helemaal onderzocht zonder enig bevel tot huiszoeking.
Amnesty International heeft Chacón als een gewetensgevangene verklaard en voert actie om een onmiddellijke en onvoorwaardelijke vrijlating te eisen.